# Dionysia kossinskyi
Dionysia kossinskyi är en viveväxtart som beskrevs av Vasilij Matvejevitj Tjernjajev. Dionysia kossinskyi ingår i dionysosvivesläktet som ingår i familjen viveväxter. Inga underarter finns listade i Catalogue of Life.

## Bilder

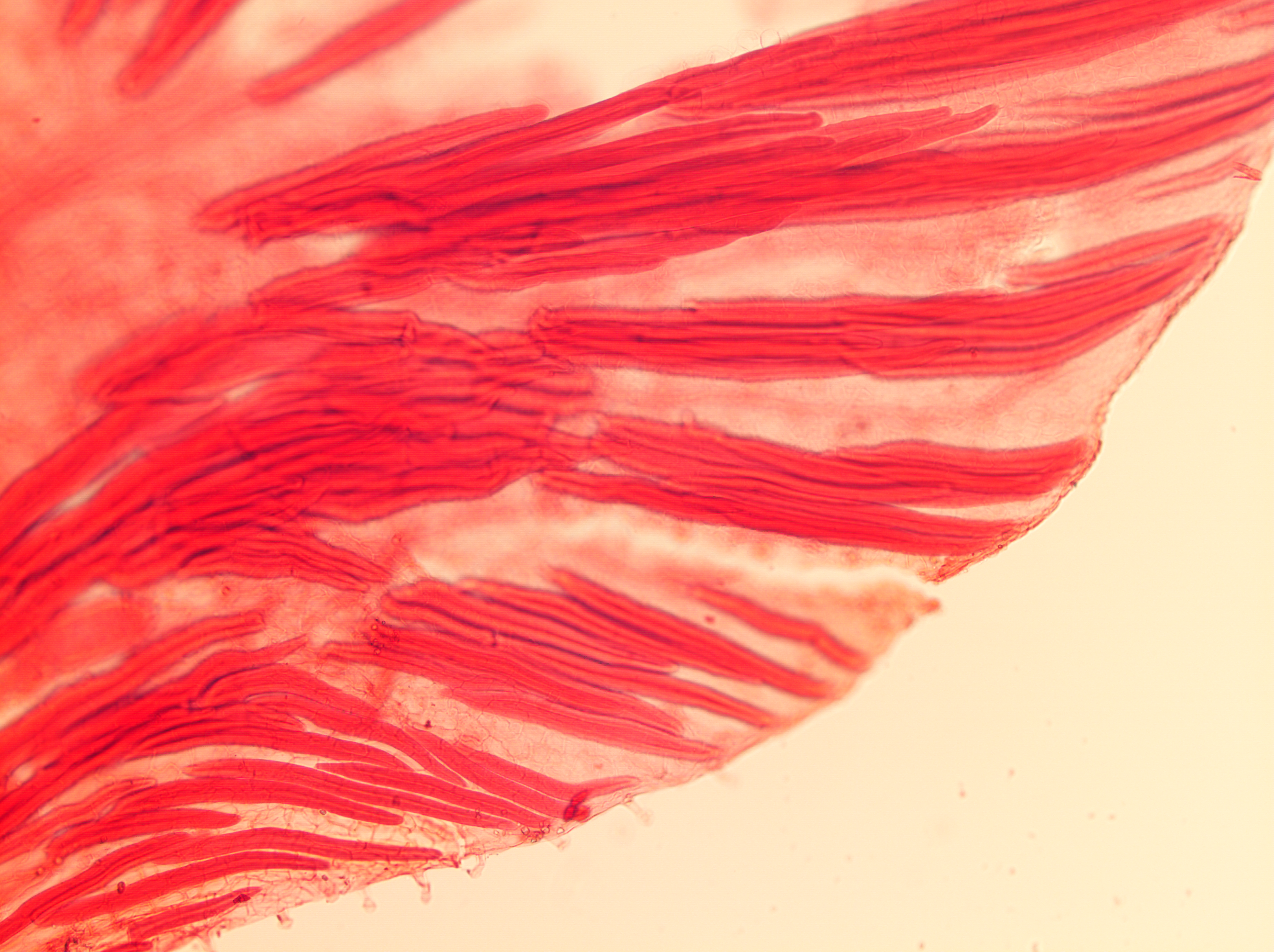
Stenceller i ett blad av Dionysia kossinskyi.